# Веселотернівська волость
Веселотернівська волость — адміністративно-територіальна одиниця Верхньодніпровського повіту Катеринославської губернії.
У складі було 13 поселень, 13 громад. Населення 5318 осіб (2687 чоловічої статі і 2731 — жіночої), 720 дворових господарств.
|                     | Площа, десятин | У тому числі орної, десятин |
| ------------------- | -------------- | --------------------------- |
| Сільських громад    | 5429           | 3850                        |
| Приватної власності | 35650          | 9522                        |
| Іншої власності     | 4307           | 1230                        |
| Загалом             | 45386          | 14602                       |

Найбільші поселення волості:
- Веселі Терни (Терни) — слобода, над річкою Саксагань, 613 осіб, 1 православна церква
- Грінфельд — німецька колонія, при джерелах у Крутому яру, 223 осіб
- Недайводи (Авдотівка)- село, над річкою Інгулець, 626 осіб
- Новопавлівка (Терни) — слобода над річкою Саксагань, 719 осіб, 1 синагога
- Покровське (Запоріжжя, Ущілля, Шмакове) — слобода, над річкою Саксагань, 368 осіб
- Шенфельд — німецька колонія, над річкою Саксагань, 198 осіб

Інші відомі села волості: Довгинцеве (Катеринівка), Вечірній Кут (Петрівське), Поповка, Божедарівка, Григорівка (Котишина), Братська Семенівка (Коломійцева), Оленівка, Новопокровка, Федорівка (Оболонівка), Братсько-Семенівське, Тернуватий Кут, Весело-Павловське, Романовське.

## Церкви
- Архангело-Михайлівська церква в с. Веселі Терни